# Martin Čičvák
Martin Čičvák (* 16. dubna 1975 Košice) je slovenský divadelní režisér a dramatik.
V roce 2000 vystudoval činoherní režii na Divadelní fakultě Janáčkovy akademie múzických umění v Brně. Studoval také na londýnské Dartington College of Arts. Spolupracuje s různými českými i slovenskými divadly, působil i ve Slovinsku, v Srbsku a ve Velké Británii. V roce 2000 stal kmenovým režisérem pražského Činoherního klubu.
Kromě činohry se věnuje i operní režii, kde spolupracuje zejména s Divadlem Josefa Kajetána Tyla v Plzni, Mozartovu operu Cosi fan tutte inscenoval i v Opeře pražského Národního divadla.

## Divadelní hry
- Sonia agentka
- Kukura
- Dom, kde sa to robí dobre
- Tisíc a jedna noc (divadelní dramatizace literárního textu)

## Inscenace v Činoherním klubu
- 2000 Georg Büchner: Vojcek
- 2001 Alexandr Vasiljevič Suchovo-Kobylin: Proces
- 2002 Alexandr Sergejevič Puškin: Oněgin
- 2002 Molière: Misantrop
- 2003 Jon Fosse: Jméno/Noc zpívá své písně
- 2004 Edward Albee: Koza aneb Kdo je Sylvie? (spolupráce s bratislavským Divadlem Aréna)
- 2005 Georges Feydeau: Dámský krejčí
- 2006 Thomas Vinterberg, Mogens Rukov: Rodinná slavnost
- 2006 Molière: Amfitryon
- 2007 Anton Pavlovič Čechov: Ivanov
- 2009 Marina Carr: U Kočičí bažiny
- 2010 Felix Mitterer: Moje strašidlo
- 2011 Martin Čičvák: Kukura (hra o Juraji Kukurovi)
- 2012 Nina Mitrović: Tahle postel je příliš krátká aneb Jen fragmenty
- 2013 Joe Orton: Klíčovou dírkou
- 2015 Dostojevskij: Bratři Karamazovi
- 2016 Martin Čičvák: Urna na prázdném jevišti

## Operní režie
- Wolfgang Amadeus Mozart: Cosi fan tutte (Národní divadlo Praha)
- Vincenzo Bellini: Montekové a Kapuleti (Divadlo Josefa Kajetána Tyla)
- Wolfgang Amadeus Mozart: Únos ze Serailu (Divadlo Josefa Kajetána Tyla)

## Ocenění
- 1999 Cena Alfréda Radoka – talent roku, Thomas Bernhard: Immanuel Kant (Národní divadlo Brno)